# Böhm Pál

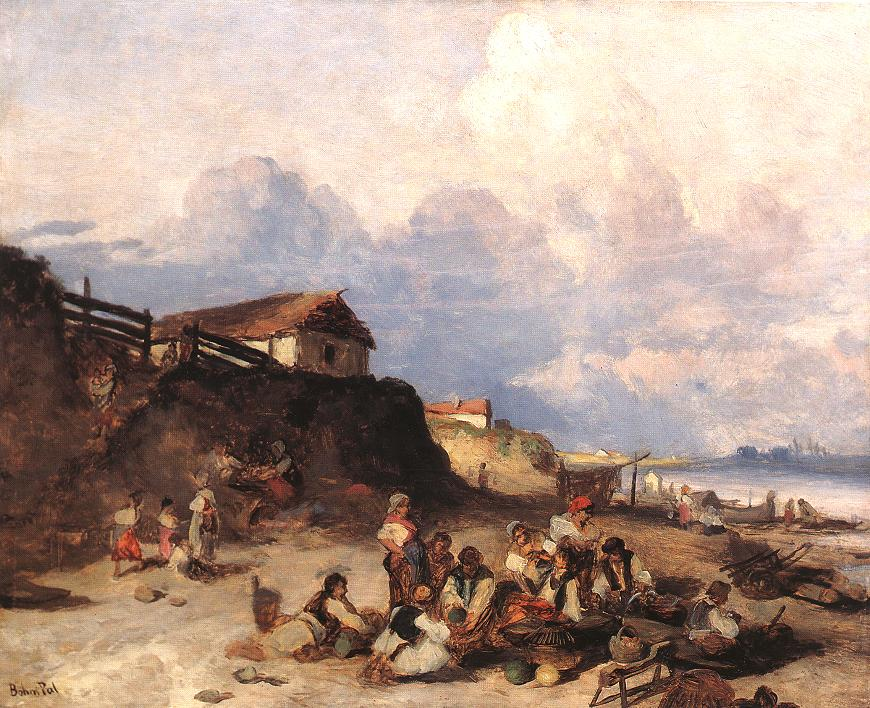
Tiszaparti jelenet (1873-75)

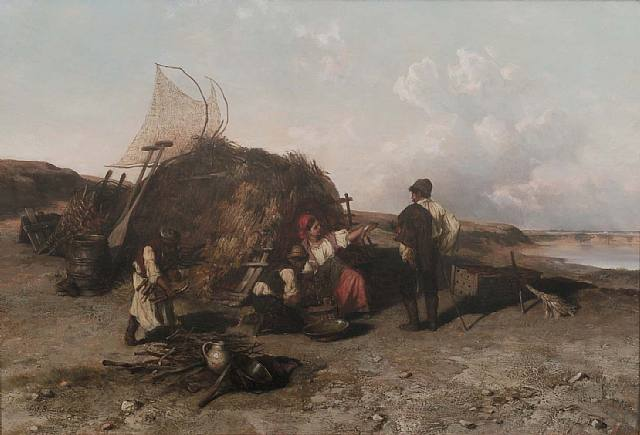
Halászok (1886)

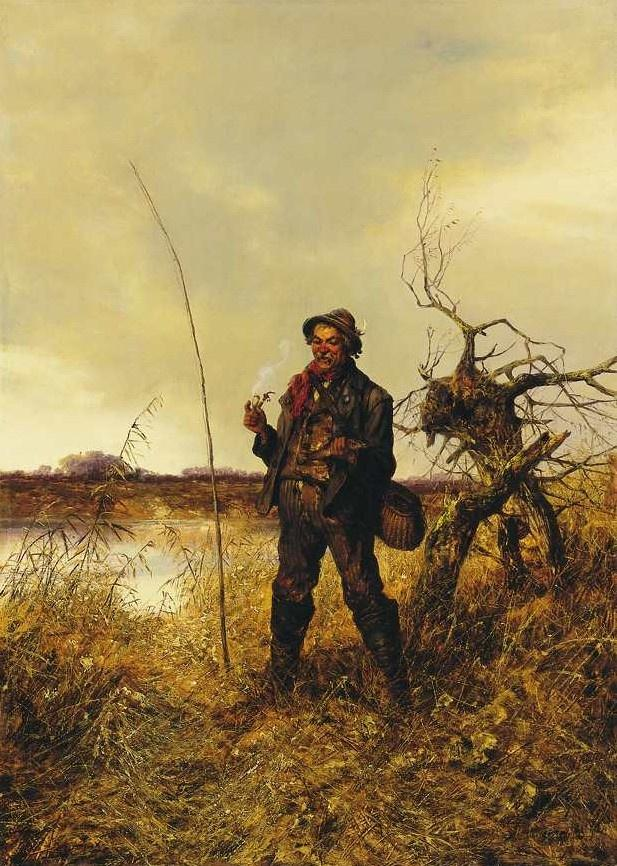
Tóparton (1886)

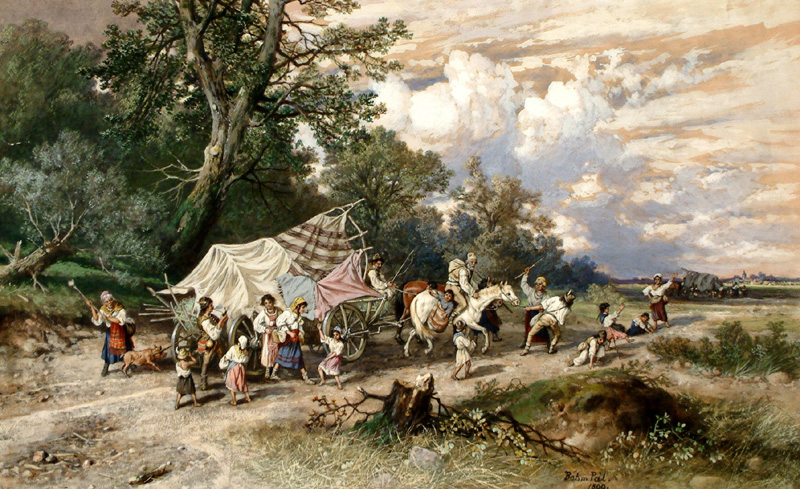
Cigánykaraván (1899)

Böhm Pál (Nagyvárad, 1839. december 28. – München, 1905. március 29.) festőművész.

## Életpályája
Rajzkészségét apjától örökölte, aki a nagyváradi püspökségi uradalom mérnöke volt, de cégér- és arcképfestéssel is foglalkozott. Böhm Pál az elemi iskola elvégzése után számos mesterséget kipróbált, asztalos, rézműves, játékgyártó, majd 1859-ben Molnár József színtársulatának díszletfestője és statisztája volt, közben Haan Antaltól festészetet tanult. 1862-ben határozta el, hogy festő lesz, ekkor Debrecenbe, Pestre, majd Bécsbe utazott, ahol a Belvedere képtárának festményeiről számos másolatot készített. 1865-ben hazatért, Aradon telepedett le, ahol arc- és oltárképfestésből próbált megélni. Rövid ideig festőiskolát is működtetett, melynek legkiválóbb tanítványa Paál László volt. Hogy megélhetését biztosítani tudja, 1867-ben a Bánságban és Erdélyben tett tanulmányút után a fővárosba költözött, ahol rendszeresen részt vett az Országos Magyar Képzőművészeti Társulat kiállításain. 1871-ben egy Pauler Tivadar miniszter által adományozott ösztöndíjhoz jutott, aminek segítségével Münchenbe utazott. Sikeresen bekapcsolódott a bajor főváros művészeti életébe és hamarosan keresett festővé vált. Számos itt élő magyar festőművésszel ismerkedett meg, szoros barátságba került Mészöly Gézával. 1875-ig több alkalommal hazatért a Tisza vidékére festeni, illetve vázlatokat készíteni. 1875-ben véglegesen Münchenben telepedett le és itt élt haláláig.
Első felesége, Petrik Júlia fiatalon meghalt. Második feleségétől, Blum Irmától született József nevű fia Münchenben műkiadó lett.

## Művészi pályája
Pályája korai szakaszában arcképeket és oltárképeket festett. A nagyváradi Szent László-templomban ő festette a Szent Bonifácot és a Nepomuki Szent Jánost ábrázoló oltárképet. A fővárosba kerülve kezdett életképeket és tájképeket festeni. A Gellérthegyi barlang című képét megvásárolta a képzőművészeti társulat. Münchenbe kerülve a cigányság életéből merített romantikus életképei tették nevét ismertté. Művei számos nyugat-európai és amerikai gyűjteménybe eljutottak. Legjobbnak tartott képei – finom rajzolatú, gondos szerkesztésű és gazdagon színezett életképek – az 1870-es évek első felében Szolnokon készültek. 1875-után friss, közvetlen festői előadása egyhangúbb lett és lesüllyedt a műkereskedelmi festés színvonalára.

### Főbb művei
- Zivatar a pusztán
- Cigánycsalád
- Hazatérő aratók
- Kazlak között (1873)
- Tiszaparti jelenet (1873-75)
- A mezőn (1875)
- Új gondolat
- Hálófoltozó halászok (1876)
- Kenderáztatók (1877)
- Halászok (1886)
- Tóparton (1886)
- Cigánykaraván (1899)